# El Rosario Micaltepec

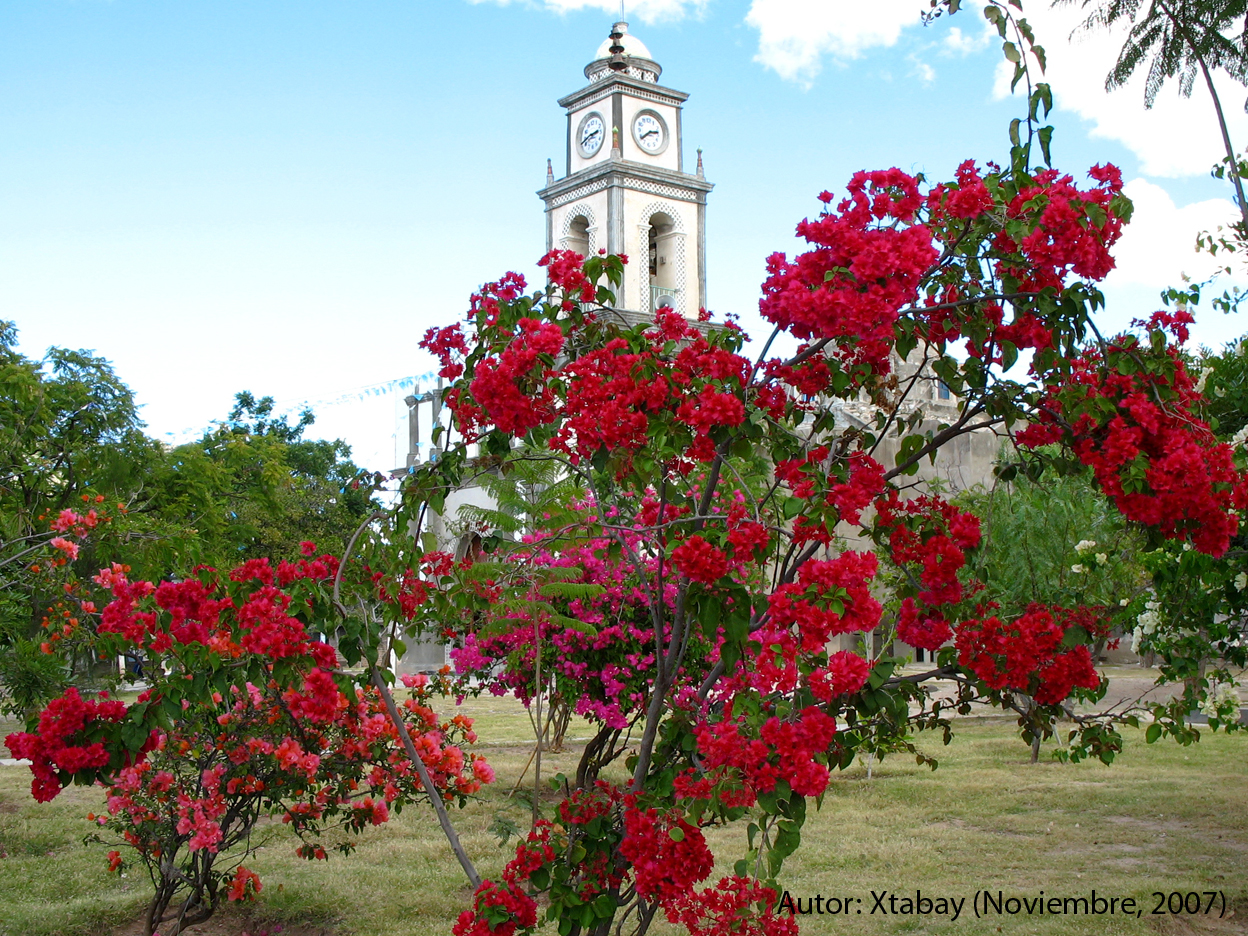
Detalle ornamental de la plaza central de El Rosario Micaltepec, Petlalcingo. Puebla, México. Al fondo torre de la iglesia de la Virgen del Rosario.

El Rosario Micaltepec es una pequeña comunidad campesina enclavada en la mixteca del estado de Puebla, pertenece al municipio de Petlalcingo. A lo largo del año se realizan tradicionales festividades como el día de la patrona (Virgen del Rosario) y el día de muertos.

## Datos sociales
Segú los datos del Censo de Población y Vivienda 2010, la población de El Rosario Micaltepec está conformada por 250 personas. 118 hombres y 132 mujeres. El 29.41 % (70 personas) son población indígena.

### Localización

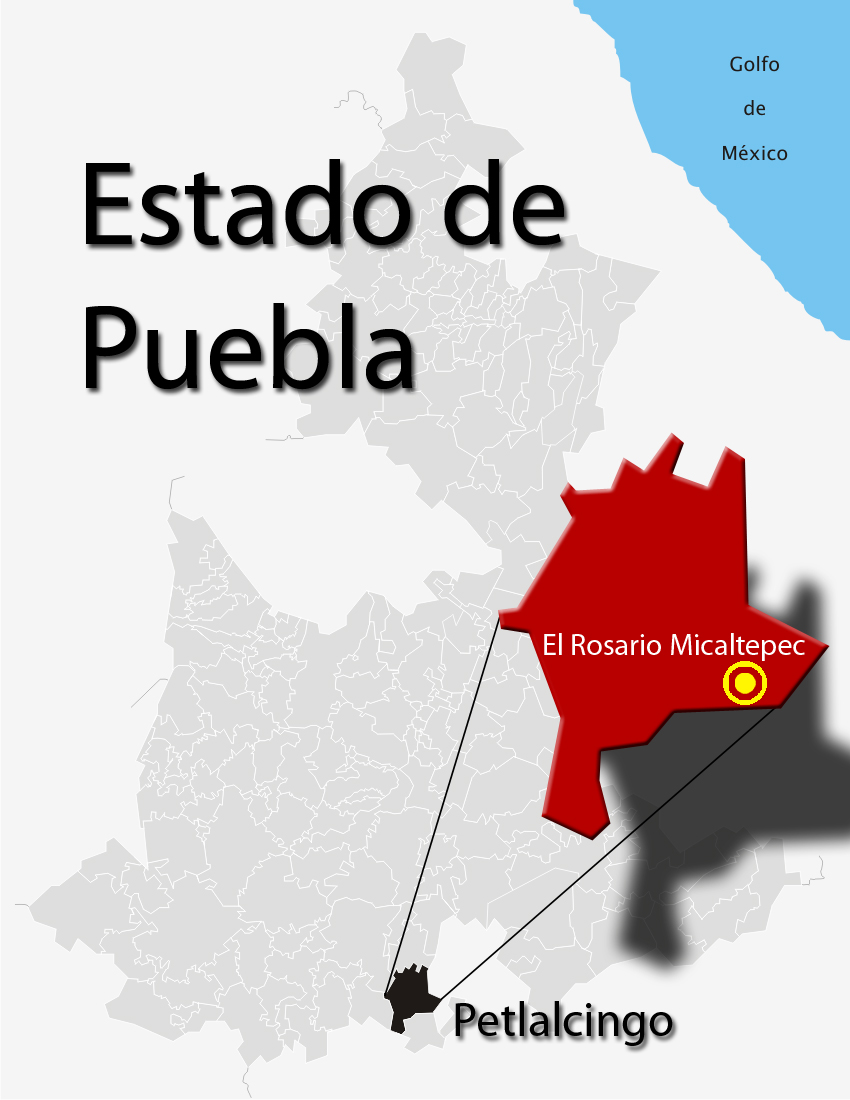
El Rosario Micaltepec, Petlalcingo. Puebla, México.

|

## Tradiciones

### Día de muertos
Como en todo México los primeros días del mes de noviembre se lleva a cabo la celebración del día de muertos (también llamada: día de los santos difuntos o día de todos los santos).

### Maromeros
Los maromeros son personas que se dedican a la actividad tradicional, aunque poco difundida en la actualidad, de realizar maromas; grupal o individualmente. Miembros de las varias comunidades de la mixteca Poblana y Oxaqueña se reunieron en El Rosario Micaltepec en octubre de 2008 para realizar el primer encuentro de maromeros de la mixteca.
El evento se llevó a cabo en el marco de las fiestas patronales. Participaron 9 agrupaciones: 7 de Oaxaca y 2 de Puebla. Entre los artistas participantes podemos mencionar a los siguientes maromeros: Isabel Bonilla Gutiérrez “Chabelita”; Avelino Morales Cruz “Abelín”; Venustiano Martínez Martínez “Chiquilín”; Ángel Bonola; Porfirio Eustaquio Méndez; Gumersindo Ramírez Monroy; Alfonso Jiménez, Carmelo Martínez, Víctor Gil Toribio y el anfitrión Jesús Teófilo.
Los locos
Los locos es un grupo de pobladores que bailan y se disfrazan en la época navideña, esta es una de las tradiciones que más llama la atención de la población.

## Arquitectura

### Casa tradicional

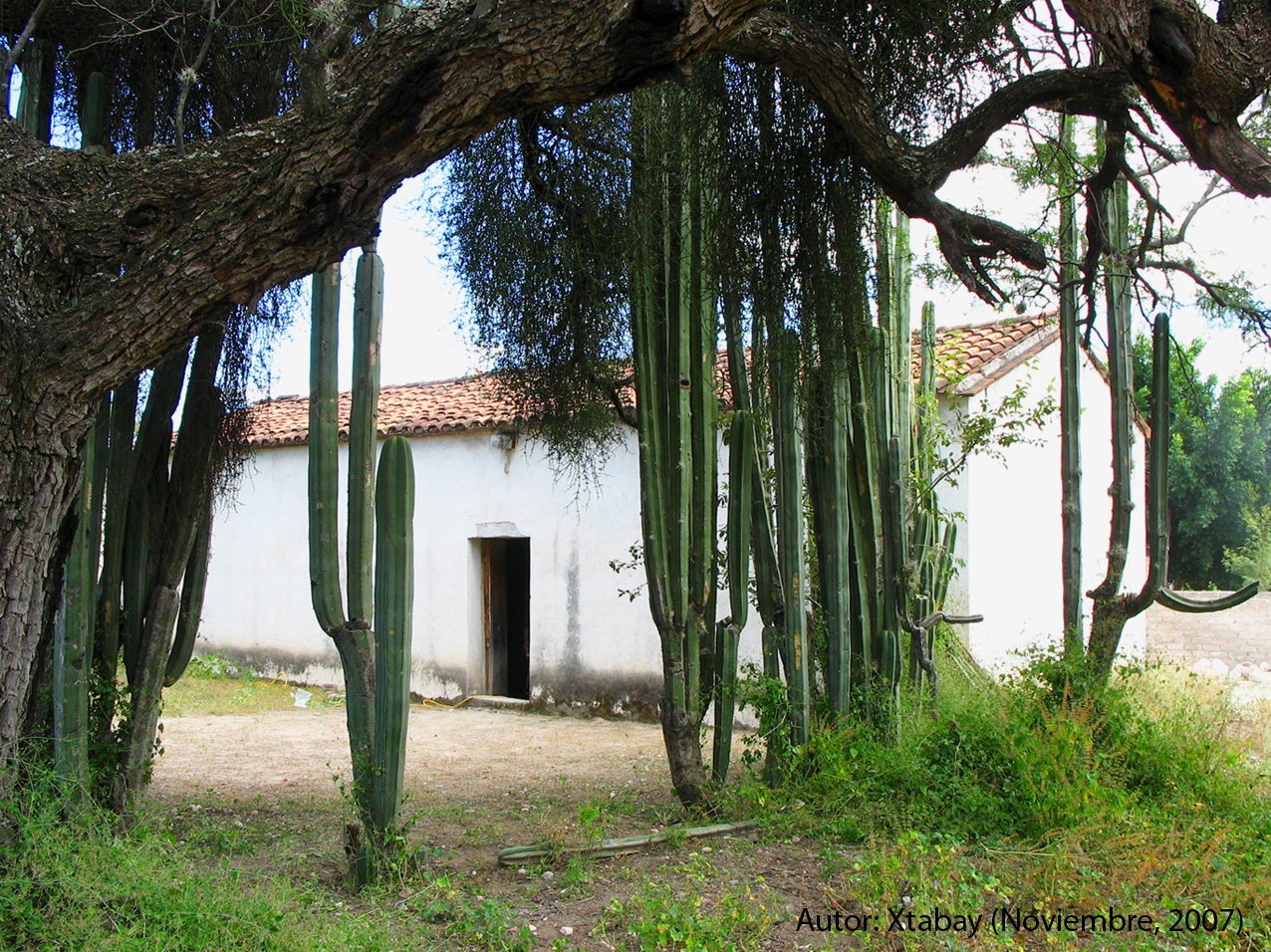
Casa tradicional de adobe y tejas. El Rosario Micaltepec, Petlalcingo. Puebla, México.

Las casas tradicionales utilizan materiales de la región.

## Hidrología
La comunidad de El Rosario Micaltepec se encuentra incluida en la región hidrológica IV, también conocida como región Balsas. Esta región hidrológica esta dividiva en tres secciones: bajo, medio y alto Balsas. El Rosario Micaltepec pertenece a la subdivisión más significativa: alto Balsas.